# Ligne de Montréjeau - Gourdan-Polignan à Luchon
La ligne de Montréjeau - Gourdan-Polignan à Luchon est une ligne de chemin de fer française, à voie unique, qui relie Montréjeau sur la ligne de Toulouse à Bayonne à la station thermale de Bagnères-de-Luchon.
Elle constitue la ligne 668 000 du réseau ferré national.
Les circulations y sont suspendues depuis le 18 novembre 2014, du fait du mauvais état de l'infrastructure. La réouverture est inaugurée le 22 juin 2025, après un investissement de 67 millions d'euros par la Région Occitanie.

## Historique

### Genèse et ouverture
La ligne a été concédée à titre éventuel à la Compagnie des chemins de fer du Midi et du Canal latéral à la Garonne par une convention signée entre le ministre des Travaux publics et la compagnie le 1er mai 1863. Cette convention est approuvée par décret impérial le 11 juin 1863.
La déclaration d'utilité publique et la concession définitive à la Compagnie des chemins de fer du Midi et du Canal latéral à la Garonne, du chemin de fer de Montréjeau à Bagnères-de-Luchon, sont décrétées le 14 décembre 1865. Le tracé prévu se détache de la ligne de Toulouse à Bayonne près et en avant de la station de Montréjeau, puis il doit passer par Bertren et Marignac avant d'arriver à Bagnères-de-Luchon.
La ligne est ouverte le 17 juin 1873.

### Exploitation
En 2012, le meilleur temps de trajet était de 50 minutes entre Montréjeau et Luchon.
Le service ferroviaire voyageurs de l'année 2014 était constitué d'un aller-retour ferroviaire TER Midi-Pyrénées quotidien, complété par six allers et cinq retours en autocar TER du lundi au samedi (quatre allers et trois retours le dimanche). Un train Intercités de nuit y circulait également, dans le sens Paris – Luchon le vendredi et Luchon – Paris le dimanche, complété par un aller-retour le samedi de janvier à mars. Il circulait quotidiennement les mois de juillet et août.

### Fermeture
Invoquant des raisons de sécurité, Réseau ferré de France et la SNCF suspendent les circulations ferroviaires à partir du 18 novembre 2014 en raison du vieillissement de divers éléments et de leur détérioration par des intempéries. Il est prévu que cette situation doit durer le temps qu'une enquête soit réalisée par un cabinet indépendant,.
En juin 2016, Carole Delga, présidente de la nouvelle région Occitanie, annonce qu'une proposition de « renouvellement de la voie entre Montréjeau et Luchon » est inscrite à l'ordre du jour de l'assemblée plénière du 24 juin. Par ailleurs, un « comité de pilotage » doit examiner la version définitive du compte rendu de l'enquête indépendante le 5 juillet en préfecture de Toulouse.
En raison de l'état préoccupant des poteaux caténaire, la ligne est désélectrifiée à partir du 21 août 2017. Cette opération est accompagnée du débroussaillage et de l'élagage aux abords des voies, notamment près des passages à niveau et des gares. La réouverture de la ligne est alors annoncée pour la fin de l'année 2020. Cette réouverture devait être confirmée à l'occasion de la signature de la nouvelle convention entre SNCF Mobilités et la région Occitanie le 22 mars 2018,. Le projet est néanmoins en attente à l'été 2018, en raison de la forte augmentation du coût estimé des travaux à mener par SNCF Réseau. La réouverture de la ligne pour 2024 est évoquée en 2022, les travaux et la pose des rails sont effectués en 2024. Sa réouverture a été inaugurée le 22 juin 2025.

### Transfert de gestion
Le 4 avril 2023, SNCF Réseau transfère la gestion de la ligne à la région Occitanie à partir du point kilométrique 104+804. Ce transfert de gestion est acté par la signature de deux conventions : une convention administrative de transfert de gestion et une convention technique d'application. La ligne reste la propriété de l'État,.

## Caractéristiques

### Tracé
La ligne a un profil difficile, notamment en raison de la différence d'altitude entre les gares d'extrémités : 422 mètres à Montréjeau et 619 mètres à  Luchon. Les pentes maximales sont de 17 mm/m dans le sens impair et de 15 mm/m dans le sens pair.
En gare de Montréjeau - Gourdan-Polignan, elle est établie en parallèle avec la ligne de Toulouse à Bayonne, dont elle s'écarte par une courbe sur la droite dès la sortie de la gare. Établie sur un axe sud-sud-est elle rejoint la vallée de la Garonne à Labroquère et franchit la rivière pour remonter son cours sur sa rive gauche. Elle passe Loures-Barousse, franchit l'Ourse et passe la gare de Saléchan - Siradan avant de traverser le viaduc de Fronsac, qui lui permet de passer sur la rive droite de la Garonne,.

### Ligne
Cette ligne est à voie unique depuis l'origine. Elle comportait quatre évitements (Lourès-Barbazan, Saléchan - Siradan, Marignac-St-Béat et Cier-de-Luchon) ; seul celui de Marignac-St-Béat subsiste.
Elle a été électrifiée par la compagnie du Midi en 1 500 V continu (mise en service le 2 janvier 1925). La caténaire est alimentée par deux sous-stations, la première est située à Montréjeau et la seconde au PK 132,8, peu avant la gare de Cier-de-Luchon. Nonobstant, cette caténaire a été désinstallée en 2017.

### Gares et haltes

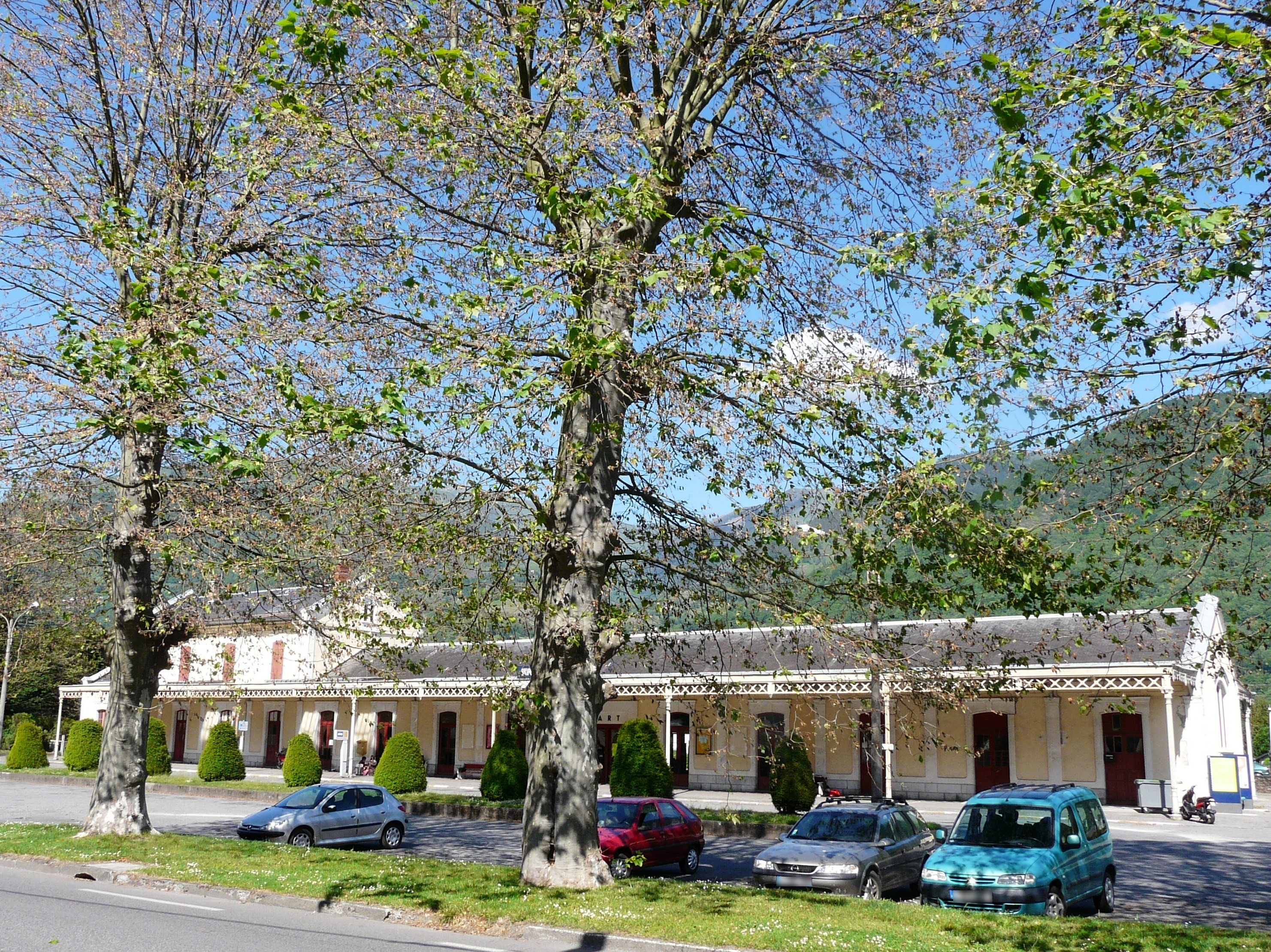
La gare de Luchon.

Lors de la suspension du trafic en 2014, la ligne disposait de quatre arrêts en service : les haltes de Loures - Barbazan, Saléchan - Siradan, et Marignac - Saint-Béat, et la gare de Luchon terminus de la ligne.
Depuis 2014 le bâtiment voyageurs de la gare de Luchon est toujours ouvert, sauf ponctuellement, avec un guichet pour les titres de transport de la ligne de cars, à tarification SNCF, Luchon-Montréjeau-Toulouse. Outre de nombreux arrêts, les cars desservent les trois anciennes haltes.

### Ouvrages d'art
Elle ne comporte qu'un seul court tunnel long de 69 mètres, celui du Cap-del-Mail, mais de nombreux viaducs et ponts surplombant, dans certains cas, la vallée.

## Exploitation
L'exploitation ferroviaire est suspendue depuis novembre 2014. Elle est remplacée par un transfert routier de la ligne en attendant une remise en service vers mai 2025. Il est prévu par la région Occitanie d'en faire, pour sa réouverture, une ligne « test » pour l'exploitation des trains à hydrogène en France,,.
Le 25 Juin 2025, pour la réouverture de la ligne, 6 allers-retours par jour sont prévus, avec un temps de trajet de 35 minutes prévu entre Montréjeau et Luchon.
Du Lundi au vendredi dans le sens Luchon → Montréjeau, le premier train partira à 06:14 et le service se terminera à 19:36. Le samedi idem. Pour le dimanche le service sera assuré de 06:59 à 19:36 également.
Dans le sens Montréjeau → Luchon le premier train partira pour 08:12. Le dernier train assurera son départ à 20:51 idem pour les samedis et les dimanches seul le train de 08:12 partira 10 minutes plus tard soit à 08:22.
Les dimanches de la saison estival verront leur horaires légèrement modifié : 
- Luchon - Montrejeau : le LIO de 19:36 voit son départ modifié à 20:03.
- Montréjeau - Luchon : le LIO de 20:51 est reporté à 21:24.

La demande actuelle en TER a été évaluée à partir de leur valeur de 2013 à 43 000 déplacements annuels (118 voyageurs/jour).La projection des déplacements en transports en commun (fer + car) a été évaluée à l’horizon 2030 à 62 400 par an (171 voyageurs/jour) . Le projet permettrait donc une augmentation de 34 % des déplacements en transport en commun (Voir p 14 du document ci-après).